# Francesca Zambello

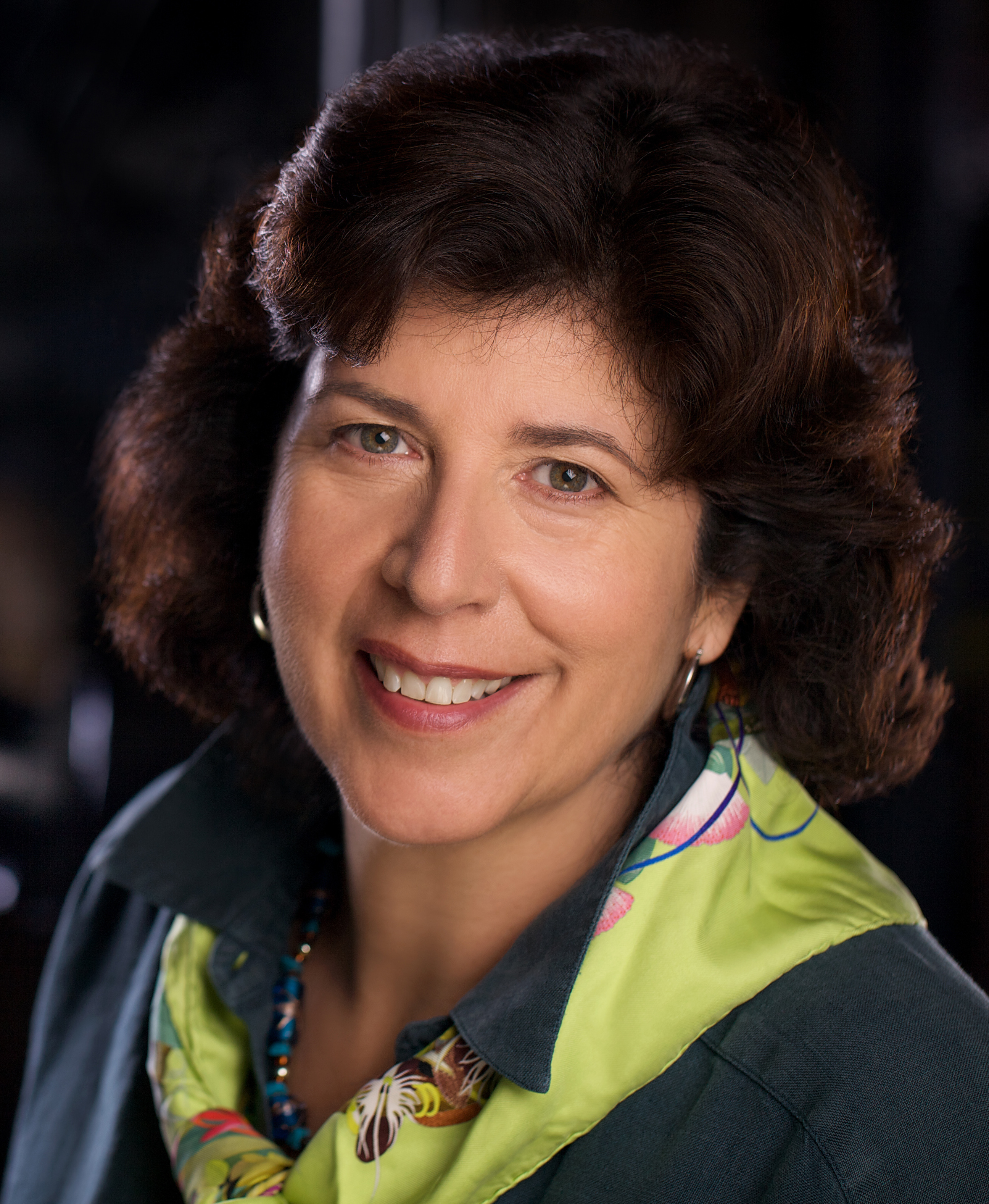
Francesca Zambello (2010)

Francesca Zambello (* 24. August 1956 in New York City) ist eine italienisch-US-amerikanische Opern- und Theaterdirektorin. Sie ist seit 2011 künstlerische Leiterin der Washington National Opera.

## Herkunft und Ausbildung
Francesca Zambello kam 1956 in New York City als Tochter der Schauspielerin Jean Sincere und des italienstämmigen ehemaligen Schauspielers Charles C. Zambello zur Welt. Sie wuchs in Europa auf, wo ihr Vater im Kulturbereich leitend für die TWA arbeitete, und lernte dort Französisch, Italienisch, Deutsch und Russisch. Sie studierte 1976 an der Lomonossow-Universität Moskau und schloss ihr Studium 1978 an der Colgate University in Hamilton, New York ab.

## Karriere
Francesca Zambello gab ihr Debüt in den USA 1984 an der Houston Grand Opera mit einer Produktion von Fidelio. Sie begann ihre Karriere als Regieassistentin von Jean-Pierre Ponnelle. Von 1984 bis 1991 war sie zusammen mit Stephen Wadsworth künstlerische Leiterin des Skylight Music Theater in Milwaukee, Wisconsin. In Europa debütierte sie 1987 am Teatro La Fenice in Venedig mit Bellinis Beatrice di Tenda und inszeniert seitdem Produktionen an großen Theatern, Festivals und Opernhäusern in aller Welt. Von 2006 bis 2011 war sie künstlerische Beraterin der San Francisco Opera, von 2011 bis 2022 war sie künstlerische Leiterin und Generaldirektorin des Glimmerglass Festivals in Cooperstown. Seit 2012 ist sie künstlerische Leiterin der Washington National Opera.
Zambello entwickelte und inszenierte die Weltpremiere der Oper Heart of a Soldier von Christopher Theofanidis für die San Francisco Opera, wo sie von 2006 bis 2011 als künstlerische Beraterin tätig war. Als erste internationale Produktion am National Centre for the Performing Arts in Peking führte sie Carmen auf, 1996 leitete sie Tobias Pickers Emmeline an der Sante Fe Opera. Pickers Opern Therese Raquin und An American Tragedy inszenierte sie für die Dallas Opera bzw. für die Metropolitan Opera in New York. Außerdem leitete sie Cyrano von DiChiera und Les Troyens für die Metropolitan Opera, Carmen und Don Giovanni am Royal Opera House in London, Boris Godunov, Krieg und Frieden, Billy Budd und William Tell an der Pariser Oper, sowie Der Ring des Nibelungen für die San Francisco Opera und die Washington National Opera.
Zu den Theaterprojekten gehören Show Boat in der Royal Albert Hall sowie für die Lyric Opera of Chicago und die San Francisco Opera; das Musical Rebecca für das Wiener Raimund Theater, das Stuttgarter Palladium Theater Stuttgart und in St. Gallen; Tibet Through the Red Box von David Henry Hwang für das Seattle Children’s Theatre; Der kleine Prinz von Rachel Portman; Napoleon im West End; Die kleine Meerjungfrau am Broadway; das Musical Little House on the Prairie und The Master Butchers am Guthrie Theater und Aladdin in Disneyland. Für das Glimmerglass Festival 2011 produzierte Zambello zusammen mit Terrence McNally und Deborah Voigt die Bühnenshow Voigt Lessons, die 2015 im Art House in Provincetown, Massachusetts wieder aufgenommen wurde.
Zu ihren weiteren Arbeiten gehören eine Verfilmung von Menottis Amahl und die nächtlichen Besucher für BBC Television, eine Verfilmung des Kleinen Prinzen für BBC, Sony und PBS und die Inszenierung der West Side Story für die schwimmende Bühne der Bregenzer Festspiele. Auf DVDs veröffentlichte sie Krieg und Frieden, Carmen, Der kleine Prinz, Street Scene, Show Boat und Porgy and Bess.
Eine Zeit lang war Zambello auch als Gastprofessorin an der Yale University tätig.

## Privates
Zambello lebt mit ihrer Ehefrau, der Anwältin Faith E. Gay, und ihrem Stiefsohn in New York City.

## Ehrungen (Auswahl)
- Chevalier des Arts et des Lettres der Französischen Regierung[4]
- Medaille für Verdienste um die Kultur der Russischen Föderation[4]
- drei Olivier Awards der London Society of Theaters[11]
- zwei Evening Standard Awards für das beste Musical und die beste Oper, außerdem einmal für die beste Ensembleleistung[11]
- zweimal Grand prix de la musique der französischen Kritikergesellschaft für ihre Arbeit an der Pariser Oper[11]
- 2004 Nominierung für die Goldene Maske für Turandot in Sankt Petersburg[12]
- 2019 Helpmann Award für West Side Story in Sydney Harbour[13]
- 2018 Aufnahme in die American Academy of Arts and Sciences[14][4]